# Estádio Olímpico de Amsterdã
O Estádio Olímpico de Amsterdã (em holandês: Olympisch Stadion Amsterdam) é um estádio multiuso localizado na cidade de Amsterdã, capital dos Países Baixos, situada na província da Holanda do Norte. 

## História
Desenhado pelo arquiteto Jan Wils, foi construído para a realização dos Jogos Olímpicos de 1928. Uma vez completo, o estádio tinha uma capacidade de até 34.000 espectadores. Contudo, depois da construção do estádio De Kuip em Roterdã, as autoridades holandesas aumentaram sua capacidade até os 64.000 lugares. 
Após os Jogos Olímpicos, o estádio foi usado para sediar variados eventos esportivos, como atletismo, hóquei e ciclismo. Em 1954, marcou o início do Tour da França. Mas, o futebol foi o esporte mais realizado no estádio, sendo o estádio tanto do Blauw Wit FC como do BVC Amsterdam, que se fundiram posteriormente como FC Amsterdam, embora que o AFC Ajax usasse o estádio quando o público estimado superasse a capacidade do Estadio De Meer ou para partidas de meio de semana. O Ajax continuou usando o estádio até 1996, quando foi inaugurado o Amsterdam ArenA. 
Após a saída da equipe de futebol, a demolição do estádio estava planejada, porém pouco antes de isto acontecer, o estádio recebeu o título de monumento nacional neerlandês (Rijksmonument). Então o estádio foi reconstruído, demolindo-se o segundo anel e deixando-o em sua forma original, sendo reinaugurado no ano 2000, sendo administrado em parceria pela Stichting Olympisch Stadion Amsterdam e pela Bouwinvest, empresa do ramo imobiliário.
Atualmente, seu uso está destinado para competições de atletismo assim como escolas de futebol, estando também aberto para a visitação do público, como uma atração turística. Além dos vários eventos esportivos, o estádio também dispões de salas de conferência para serem alugadas, bem como festivais de música.